# Michele
Michele (/miˈkɛːle/) è un nome proprio di persona italiano maschile.

## Varianti
- Maschili: Micaele[2]
  - Alterati: Michelino[2]
  - Ipocoristici: Michi, Lele, Chello[2], Chelino[2], Lino
  - Composti: Michelangelo
- Femminili: Michela

### Varianti in altre lingue
- Albanese: Mihal
- Arabo: ميخائيل (Mikha'il)
- Basco: Mikel[1], Mitxel[1]
- Bulgaro: Михаил (Mihail)[1], Михаил (Mikhail)[1]
- Catalano: Miquel[1]
- Ceco: Michal[1], Michael[1]
- Cornico: Myghal[1]
- Croato: Mihael[1], Mihajlo[1], Mihovil[1]
  - Ipocoristici: Miho[1], Mijo[1]
- Danese: Mikael[1], Mikkel[1], Michael[1]
- Ebraico: מִיכָאֵל (Mikha'el, Mikha-el)[1][3]
- Esperanto: Miĥaelo[1], Mikelo[1]
  - Ipocoristici: Miĉjo[1]
- Estone: Mihkel[1]
- Finlandese: Mikael[1], Mikko[1]
  - Ipocoristici: Mika[1], Miska[1]
- Francese: Michel[1][3], Michaël[1], Mickaël[1]
- Francese medio: Michel[1]
- Friulano: Michêl
- Gallese: Meical[1]
- Georgiano: მიხეილ (Mikheil)[1]
- Greco biblico: Μιχαήλ (Michaél)[1][3]
- Greco moderno: Μιχαήλ (Michaīl)[1], Μιχαλης (Michalīs)[1]
- Hawaiiano: Mikala[1]
- Inglese: Michael[1][3], Micheal[1], Michel
  - Ipocoristici: Mick[1], Mickey[1], Micky[1], Mike[1], Mikey[1]
- Irlandese: Mícheál[1]
- Islandese: Mikael
- Latino: Michaēl[1][2][3]
- Lettone: Miķelis[1], Mihails[1]
- Ligure: Michê[4]
  - Ipocoristici: Michelin[4], Chelin[5]
- Lituano: Mykolas[1]
- Macedone: Михаил (Mihail)[1]
- Maltese: Mikiel
- Māori: Mikaere[1]
- Napoletano: Michè
- Norvegese: Mikael[1], Mikkel[1], Michael[1]
- Olandese: Michiel[1], Michaël[1], Michael[1], Maikel[1]
  - Ipocoristici: Mick[1]
- Polacco: Michał[1]
  - Alterati: Michałek, Michaś
- Portoghese: Miguel[1]
  - Alterati: Miguelito[1]
- Rumeno: Mihai[1], Mihail[1]
  - Alterati: Mihăiță[1]
- Russo: Михаил (Michail)[1]
  - Ipocoristici: Миша (Miša o Misha)[1]
- Sardo: Miale, Miali, Migale, Migali, Michéli
- Scozzese: Mìcheal[1], Micheil[1]
- Serbo: Михаило (Mihailo)[1], Михајло (Mihajlo)[1]
- Siciliano: Miceli
  - Ipocoristici: Celi
- Slovacco: Michal[1]
- Sloveno: Mihael[1]
  - Ipocoristici: Miha[1]
- Spagnolo: Miguel[1][3]
  - Alterati: Miguelito[1]
- Svedese: Mikael[1], Mikkel[1], Michael[1]
- Tedesco: Michael[1]
  - Ipocoristici: Michel[1], Michi[1]
- Turco: Mikail
- Ucraino: Михайло (Mychajlo)[1]
- Ungherese: Mihály[1]
  - Ipocoristici: Misi[1], Miska[1]

## Origine e diffusione

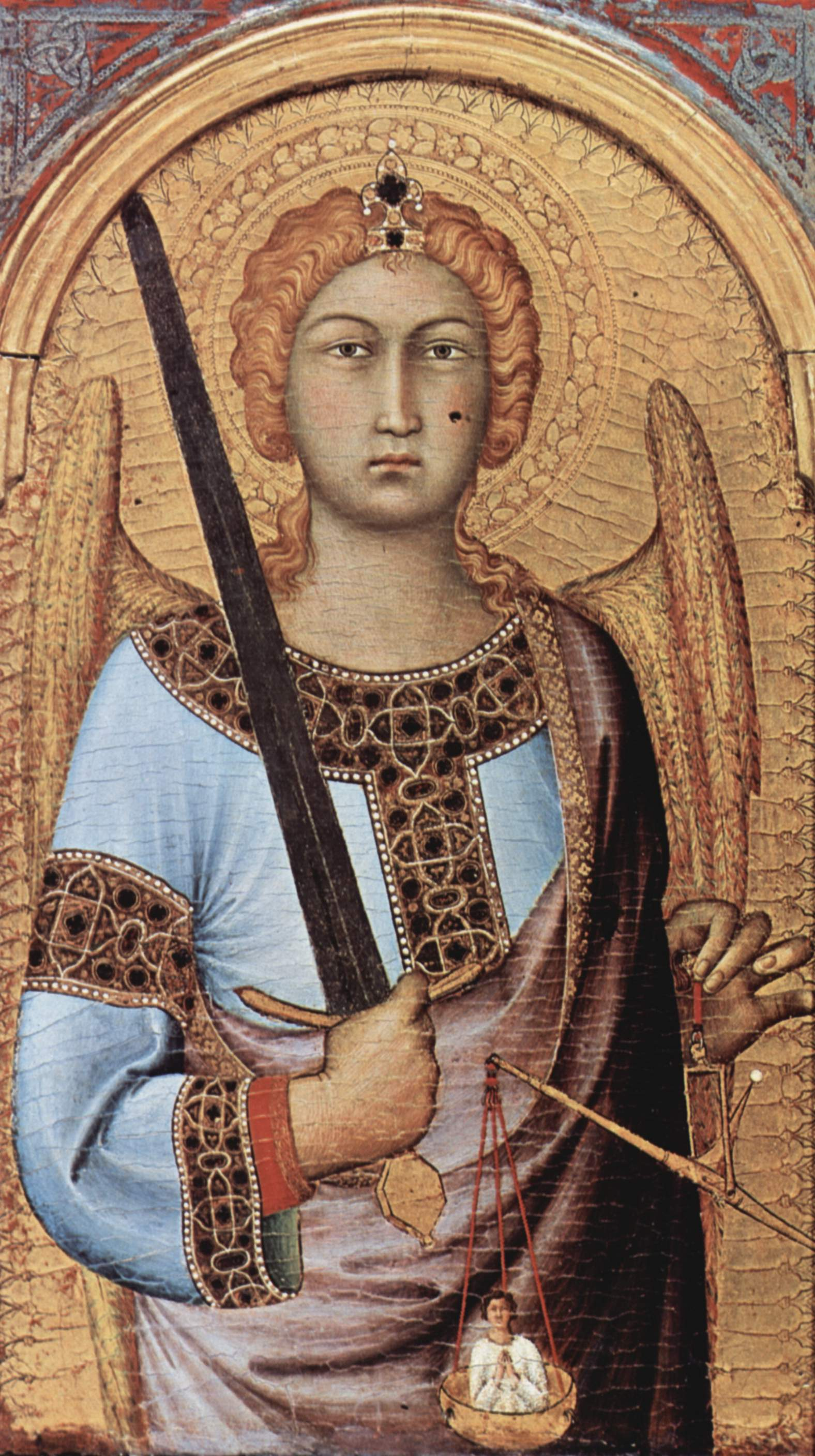
L'arcangelo Michele dipinto da Simone Martini

Deriva dal nome ebraico מִיכָאֵל (Mikha'el) ed è composto dai termini mi ("chi"), kha ("come") ed El ("Dio"), che formano la frase "Chi [è] come Dio?", in latino Quis ut Deus?, domanda retorica, in quanto la risposta è "nessuno". Per significato ed etimologia è affine ai nomi Misaele e Michea.
Tale domanda è il grido di battaglia con il quale l'arcangelo Michele, alla guida delle schiere degli angeli fedeli a Dio, si oppose e sedò la rivolta degli angeli ribelli guidati dal "dragone", ovvero Satana, in Ap 12:7. È portato, nella Bibbia, anche da almeno altri nove personaggi minori. La figura dell'arcangelo, popolarissima, portò notevole fortuna al nome, che è assai diffuso nell'Europa occidentale sin dal Medioevo e in Inghilterra dal XII secolo; è stato portato da numerosi sovrani, fra i quali nove imperatori bizantini e svariati re di Russia, Polonia, Romania e Portogallo.
Va notato che la forma ceca e slovacca Michal coincide inoltre con la forma ebraica originale di Micol, ma i due nomi non sono correlati. Il diminutivo russo Миша (traslitterato Miša o Misha) è il nome che venne dato all'orsetto scelto come mascotte dei giochi della XXII Olimpiade nel 1980 e che raggiunse un notevole successo commerciale. Il nome inglese Mitchell riprende l'omonimo cognome, derivato a sua volta da Michele.

## Onomastico
L'onomastico si festeggia solitamente in memoria del santo arcangelo Michele, commemorato il 29 settembre dalla Chiesa cattolica e l'8 novembre da quella ortodossa; sono altresì numerosi i santi e i beati che lo hanno portato, tra i quali si ricordano, nelle date seguenti:
- 26 gennaio, beato Michał Kozal, vescovo e martire a Dachau[8]
- 9 febbraio, san Miguel Febres Cordero, religioso lasalliano[8]
- 3 marzo, beato Michele Pio Fasoli o da Zerbo, missionario francescano e martire a Gondar[8]
- 6 aprile, beato Michele Rua, sacerdote e primo successore di Don Bosco[8]
- 10 aprile, san Michele dei Santi, religioso[8]
- 4 maggio, beato Michele Giedroyć, religioso dei Canonici regolari della penitenza dei Beati Martiri
- 14 maggio, san Michel Garicoïts, religioso[8]
- 14 luglio, beato Ghébrē Michele, lazzarista etiope e martire[8]
- 3 settembre, beato Michel-François de LaGardette, martire dei massacri di settembre[8]

## Persone

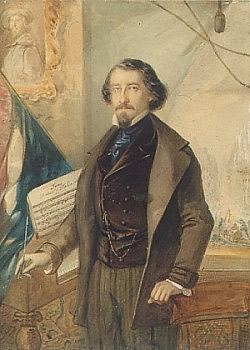
Michele Novaro

- Michele VIII Paleologo, imperatore bizantino
- Michele IX Paleologo, imperatore bizantino
- Michele I di Romania, re di Romania
- Michele, cantante italiano
- Michele Alboreto, pilota automobilistico italiano
- Michele Bravi, cantante italiano
- Michele Carafa, compositore e militare italiano
- Michele Emiliano, politico e magistrato italiano
- Michele Fiaschi, scultore italiano
- Michele Lizzi, pianista, compositore e direttore d'orchestra italiano
- Michele Malaspina, attore, doppiatore e sceneggiatore italiano
- Michele Novaro, compositore e patriota italiano
- Michele Placido, attore, regista e sceneggiatore italiano
- Michele Puddu, militare italiano
- Michele Rapisardi, pittore italiano
- Michele Riondino ,attore italiano
- Michele Ruggieri, gesuita, missionario e linguista italiano
- Michele Santoro, giornalista, conduttore televisivo, produttore televisivo e opinionista italiano
- Michele Ungaro, patriota, politico e magistrato italiano
- Michele Zarrillo, cantautore e chitarrista italiano

### Variante Michael
- Michael Bublé, cantante canadese

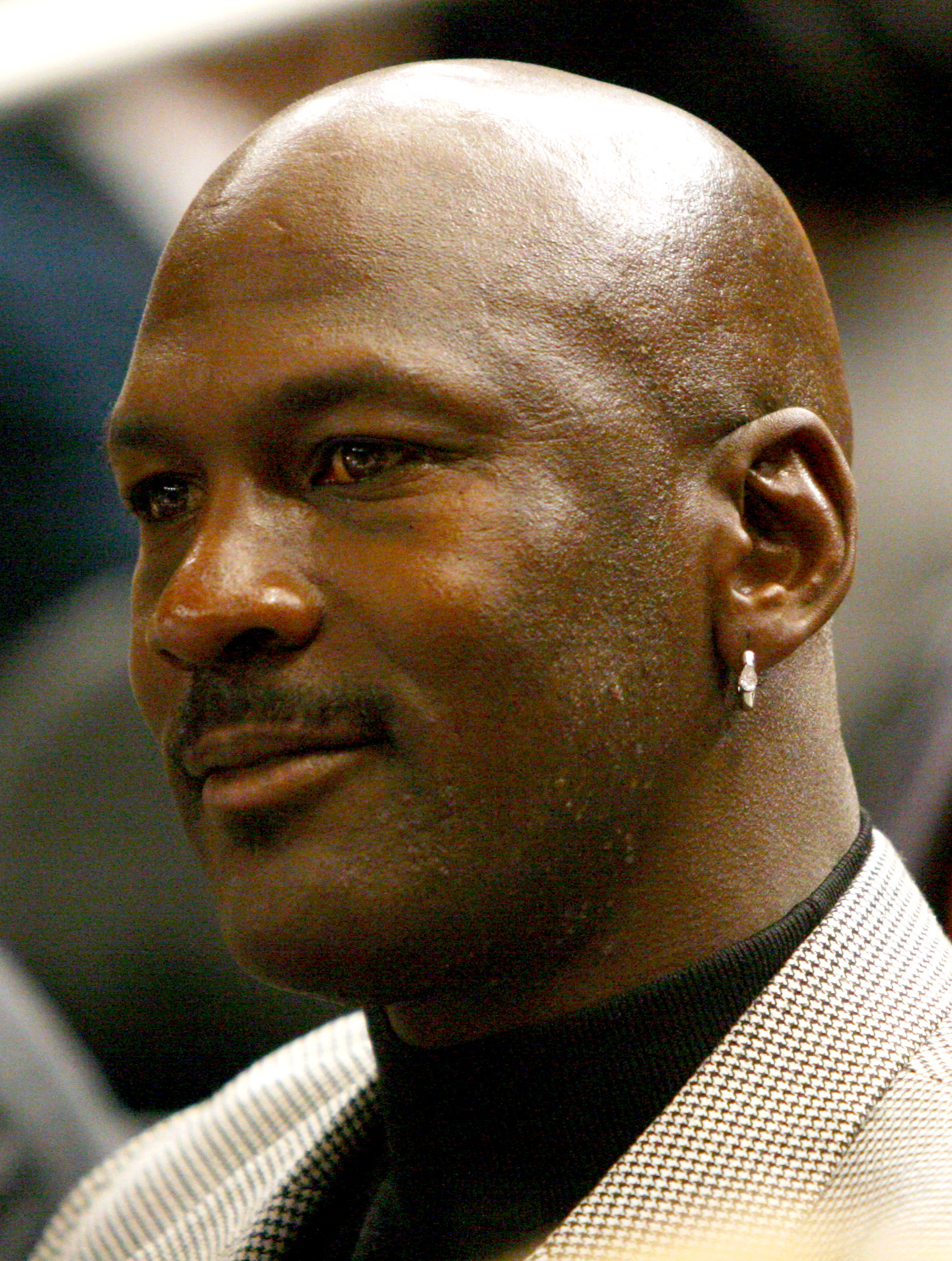
Michael Jordan

- Michael Crichton, scrittore, sceneggiatore, regista e produttore cinematografico statunitense
- Michael Donhauser, poeta, scrittore e traduttore liechtensteinese
- Michael Douglas, attore e produttore cinematografico statunitense
- Michael Emerson, attore statunitense
- Michael Faraday, chimico e fisico britannico
- Michael Jackson, cantautore, paroliere, ballerino e attore statunitense
- Michael Jordan, cestista statunitense
- Michael Moore, regista, sceneggiatore, attore e produttore cinematografico statunitense
- Michael Phelps, nuotatore statunitense
- Michael Schumacher, pilota automobilistico tedesco
- Michael Weatherly, attore statunitense

### Variante Michel

Michel Platini

- Michel Eugène Chevreul, chimico francese
- Michel de Montaigne, filosofo, scrittore e politico francese
- Michel Foucault, sociologo, filosofo, psicologo e storico francese
- Michel Piccoli, attore, regista, sceneggiatore e produttore cinematografico francese
- Michel Platini, calciatore, allenatore di calcio e dirigente sportivo francese
- Michel Quoist, presbitero e scrittore francese

### Variante Miguel

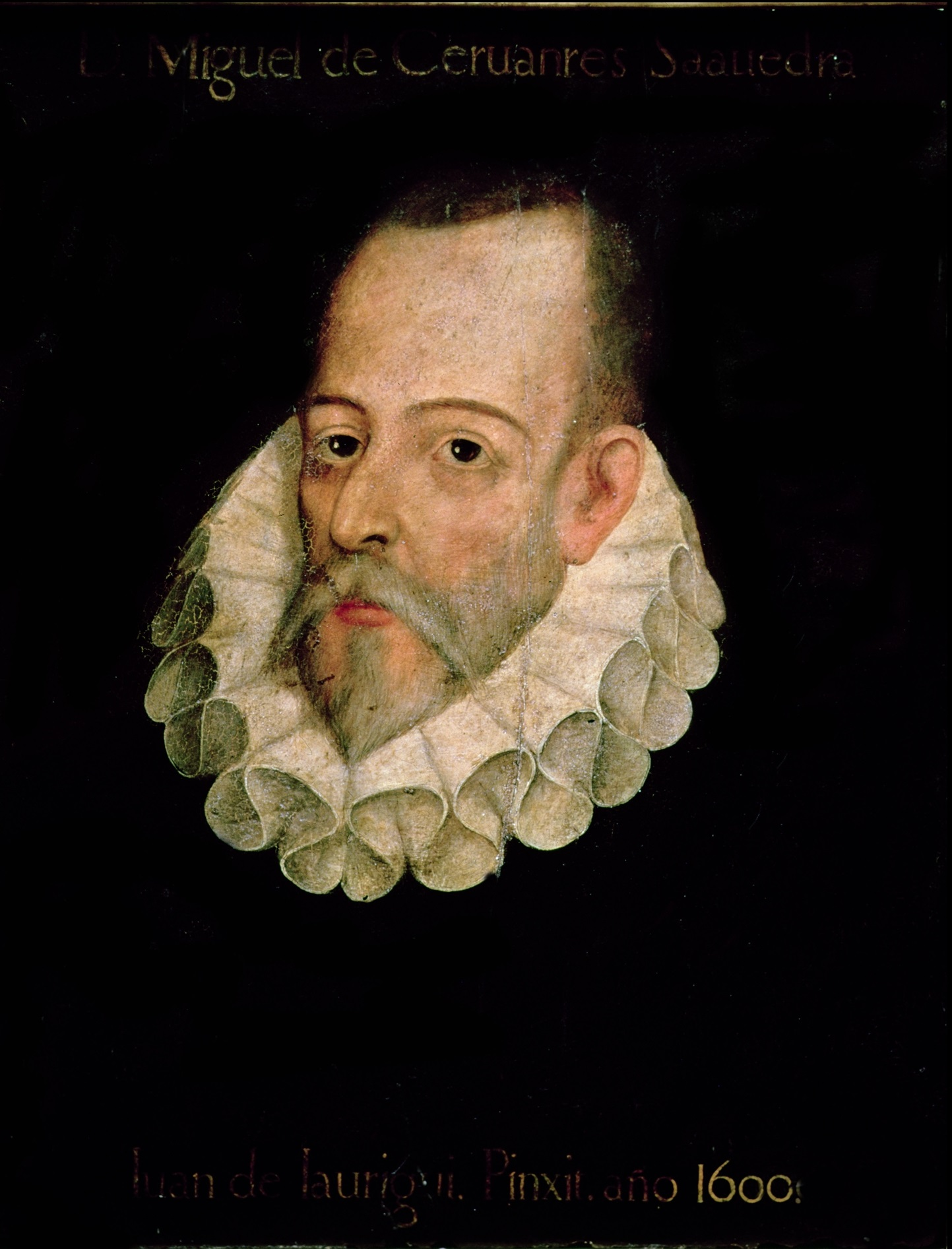
Miguel de Cervantes

- Miguel Ángel Asturias, scrittore, poeta e drammaturgo guatemalteco
- Miguel Bosé, cantante, compositore, attore e conduttore televisivo spagnolo
- Miguel de Cervantes, scrittore, romanziere, poeta, drammaturgo e militare spagnolo
- Miguel de Unamuno, poeta, filosofo, scrittore, drammaturgo e politico spagnolo
- Miguel Hernández, poeta e drammaturgo spagnolo
- Miguel Indurain, ciclista su strada spagnolo
- Miguel León-Portilla, antropologo
- Miguel Ángel Muñoz, attore, cantante e ballerino spagnolo
- Miguel Veloso, calciatore portoghese

### Variante Michail

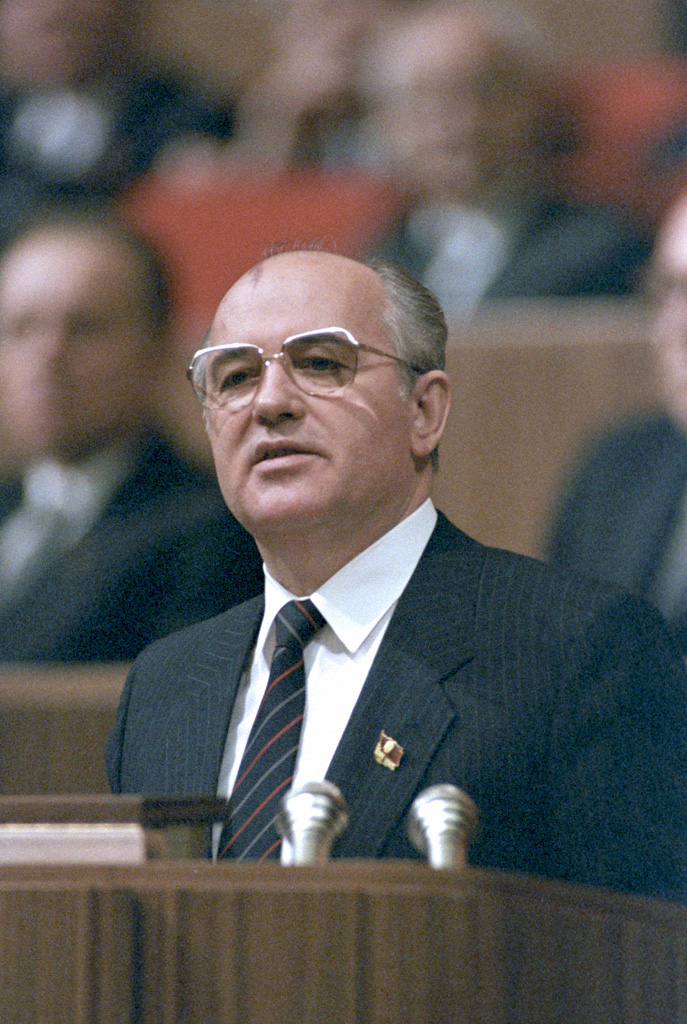
Michail Gorbačëv

- Michail Alëšin, pilota automobilistico russo
- Michail Baryšnikov, ballerino, coreografo e attore statunitense
- Michail Afanas'evič Bulgakov, scrittore e drammaturgo russo
- Michail Gorbačëv, politico russo
- Michail Jaroslavič, Principe di Tver' e Gran Principe di Vladimir
- Michail Južnyj, tennista russo
- Michail Illarionovič Kutuzov, generale russo

### Variante Michal

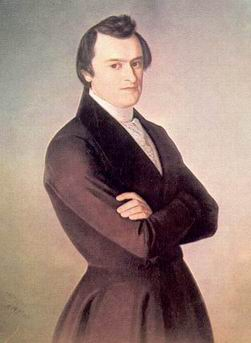
Michal Miloslav Hodža

- Michal Miloslav Bakulíny, insegnante e patriota slovacco
- Michal Dragoun, compositore di scacchi ceco
- Michal Miloslav Hodža, linguista, poeta e pastore protestante slovacco
- Michal Peprník, insegnante, critico letterario e scrittore ceco
- Michal Šanda, scrittore ceco
- Michal Šlesingr, biatleta ceco

### Variante Michał
- Michał Boym, missionario polacco

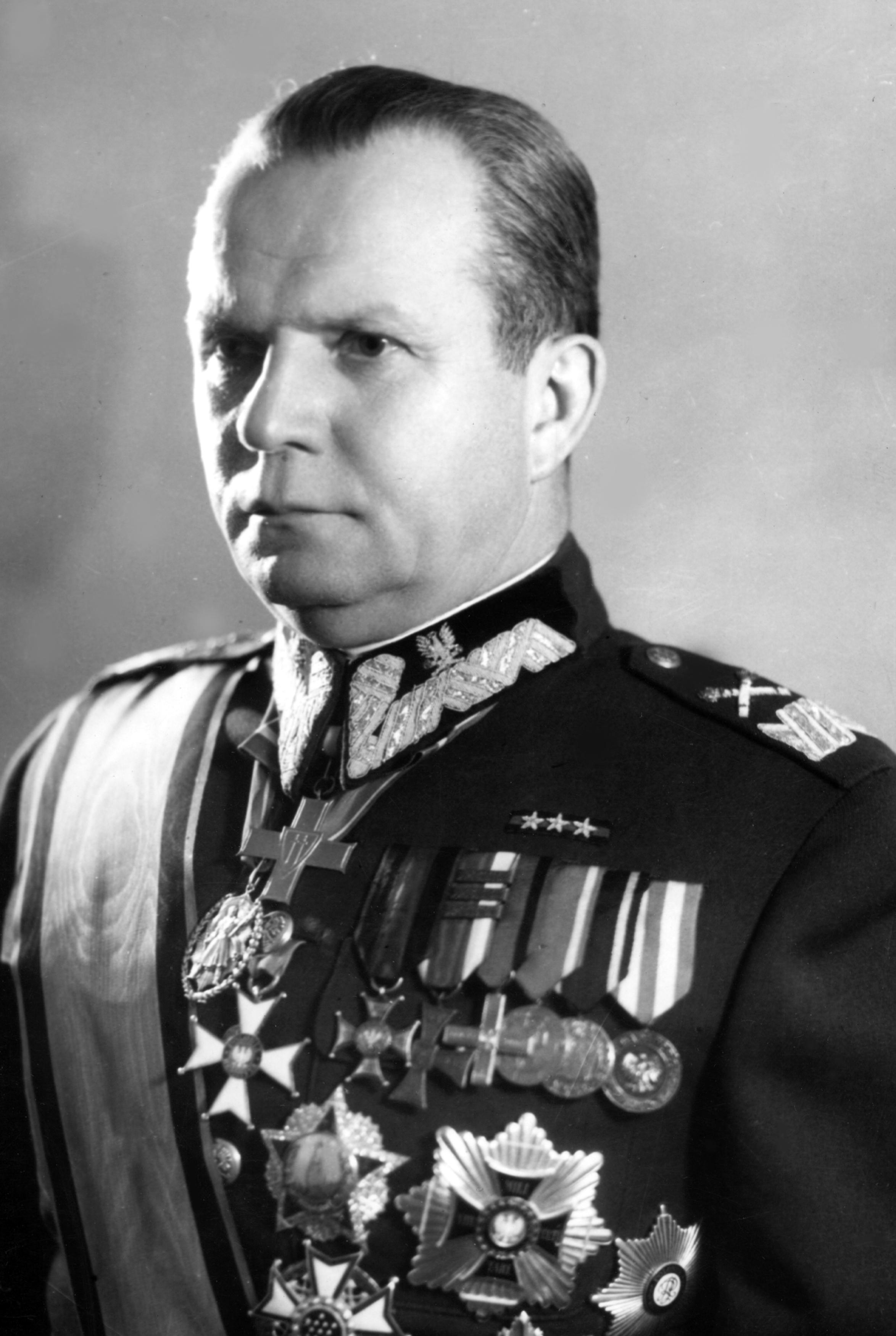
Michał Rola-Żymierski

- Michał Gołaś, ciclista su strada polacco
- Michał Kalecki, economista polacco
- Michał Kwiatkowski, ciclista su strada polacco
- Michał Rola-Żymierski, militare polacco
- Michał Sędziwój, alchimista, filosofo e diplomatico polacco
- Michał Szpak, cantante polacco
- Michał Waszyński, regista e sceneggiatore polacco

### Variante Mike

Mike Hailwood

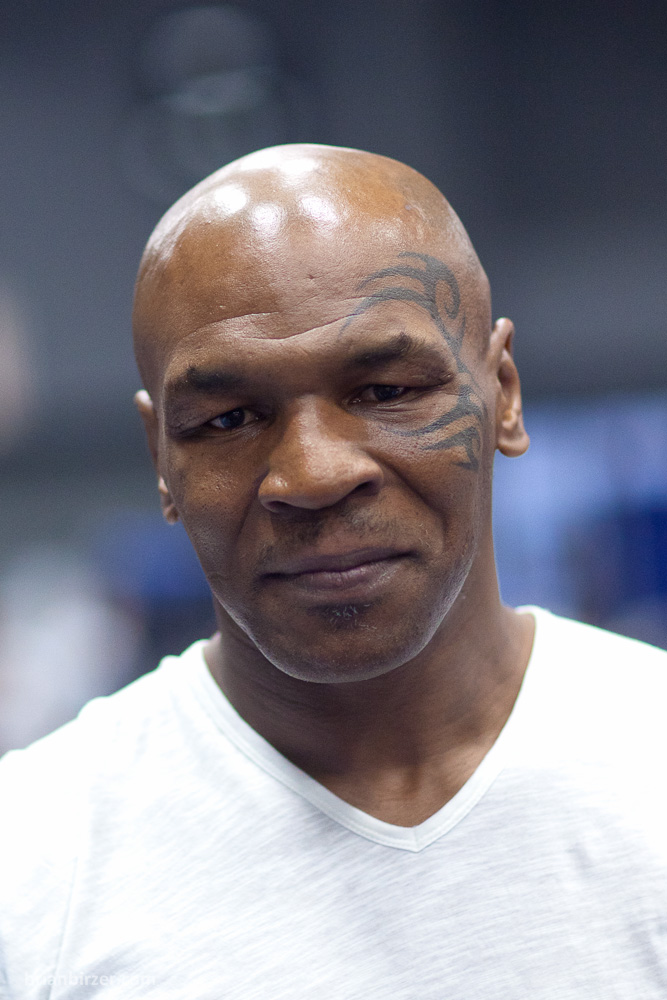
Mike Tyson

- Mike Bongiorno, conduttore televisivo, conduttore radiofonico e partigiano italiano
- Mike Figgis, regista e sceneggiatore britannico
- Mike Leigh, regista e sceneggiatore britannico
- Mike Oldfield, compositore e polistrumentista britannico
- Mike Portnoy, batterista statunitense
- Mike Shinoda, rapper, polistrumentista, produttore discografico e pittore statunitense
- Mike Tyson, pugile statunitense

### Variante Maik
- Maik Franz, calciatore tedesco
- Maik Galakos, calciatore greco
- Maik Meyer, astronomo tedesco
- Maik Petzold, triatleta tedesco
- Maik Taylor, calciatore nordirlandese
- Maik Zirbes, cestista tedesco

### Variante Mika
- Mika Halvari, atleta finlandese

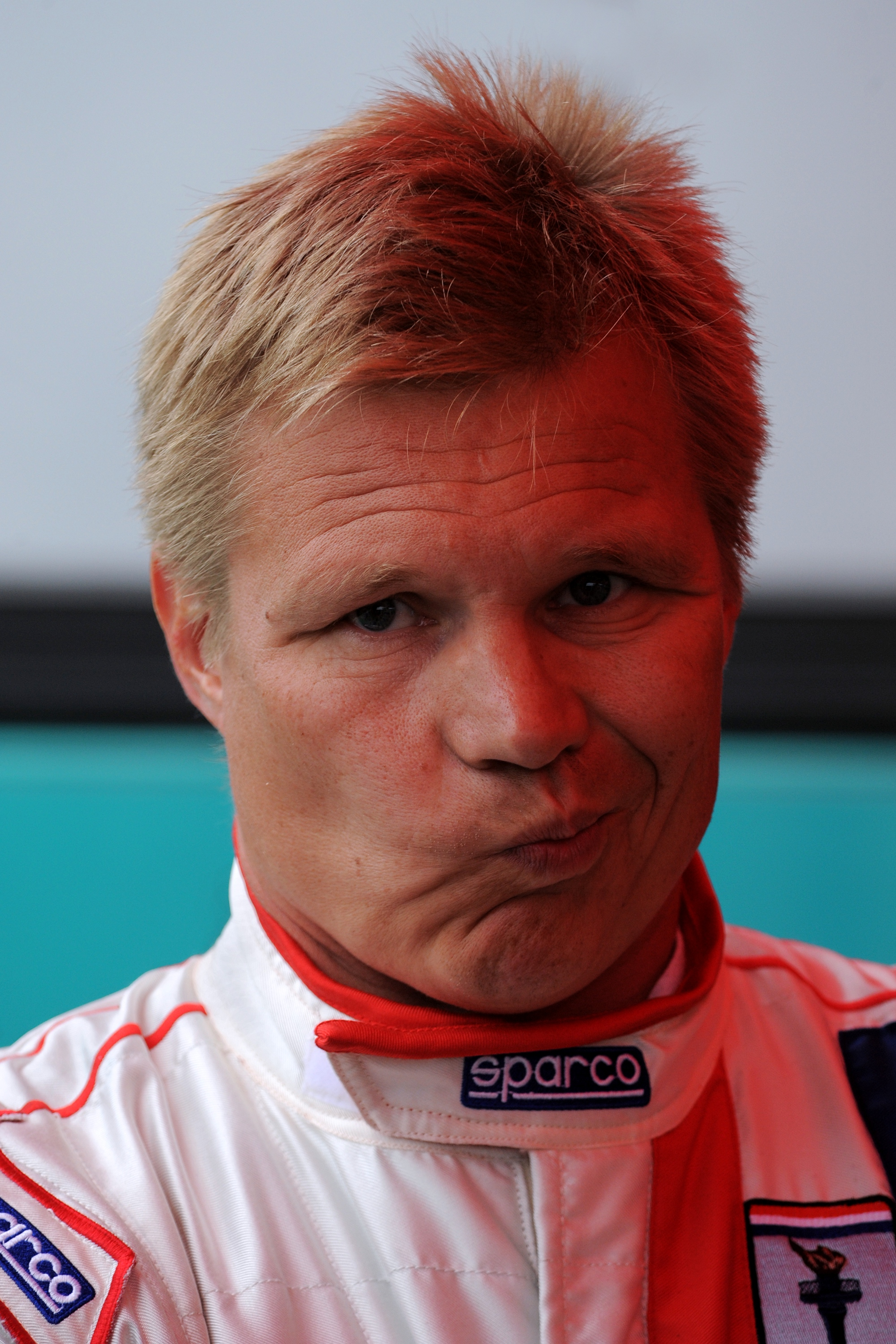
Mika Salo

- Mika Häkkinen, pilota automobilistico finlandese
- Mika Kallio, pilota motociclistico finlandese
- Mika Kaurismäki, regista, sceneggiatore, produttore cinematografico e attore finlandese
- Mika Luttinen, cantante finlandese
- Mika Myllylä, fondista finlandese
- Mika Ojala, calciatore finlandese
- Mika Salo, pilota automobilistico finlandese
- Mika Špiljak, politico jugoslavo
- Mika Vainio, musicista finlandese
- Mika Väyrynen, calciatore finlandese
- Mika Vukona, cestista figiano naturalizzato neozelandese

### Variante Mikko

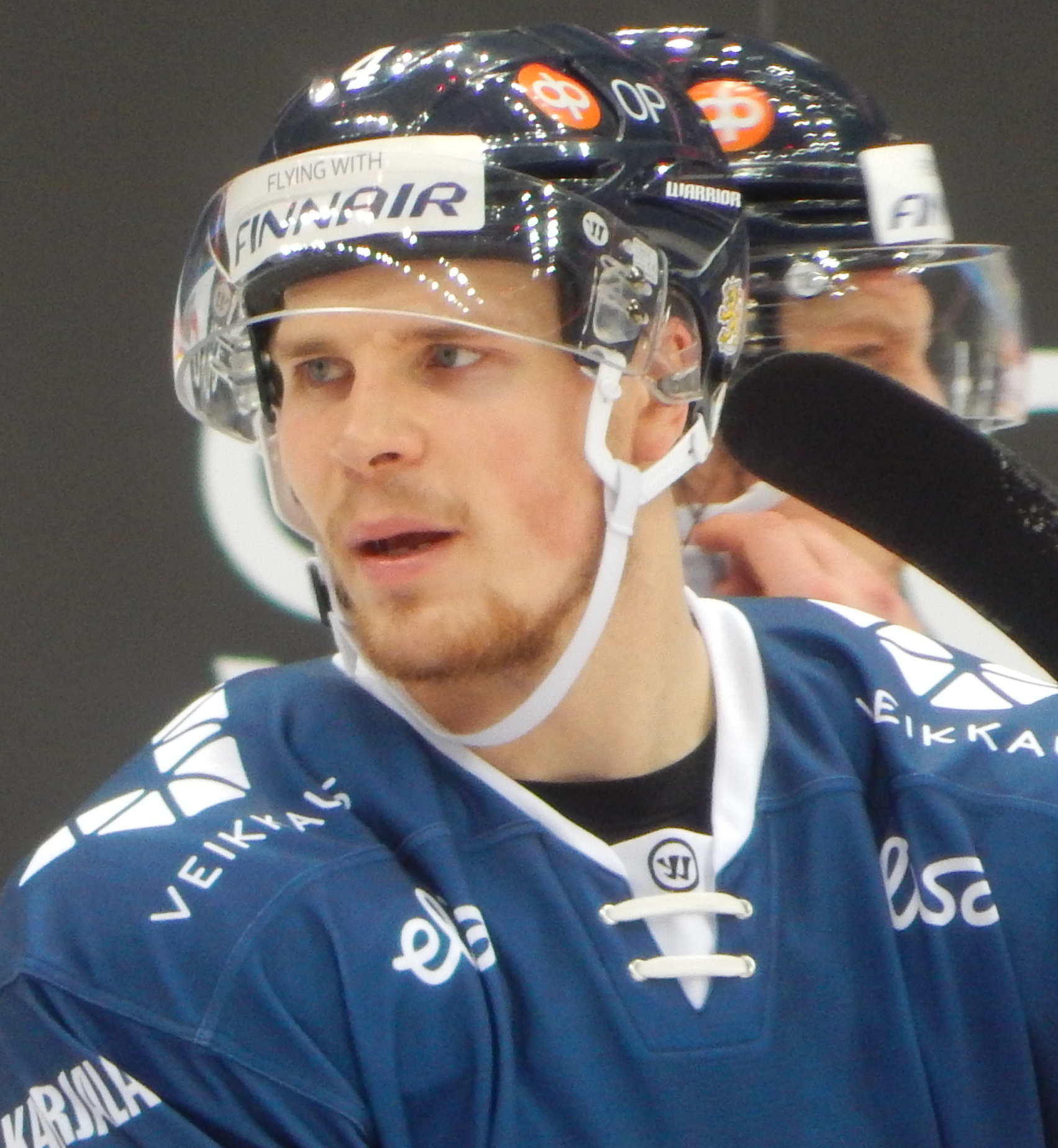
Mikko Lehtonen

- Mikko Hirvonen, pilota di rally finlandese
- Mikko Kolehmainen, canoista finlandese
- Mikko Koskinen, cestista finlandese
- Mikko Koskinen, hockeista su ghiaccio finlandese
- Mikko Lehtonen, hockeista su ghiaccio finlandese nato nel 1978
- Mikko Lehtonen, hockeista su ghiaccio finlandese nato nel 1987
- Mikko Lehtonen, hockeista su ghiaccio finlandese nato nel 1994
- Mikko Leppilampi, attore finlandese
- Mikko Lindström, cantante e chitarrista finlandese
- Mikko Pukka, hockeista su ghiaccio finlandese
- Mikko Viitikko, calciatore finlandese

### Variante Misha/Miša

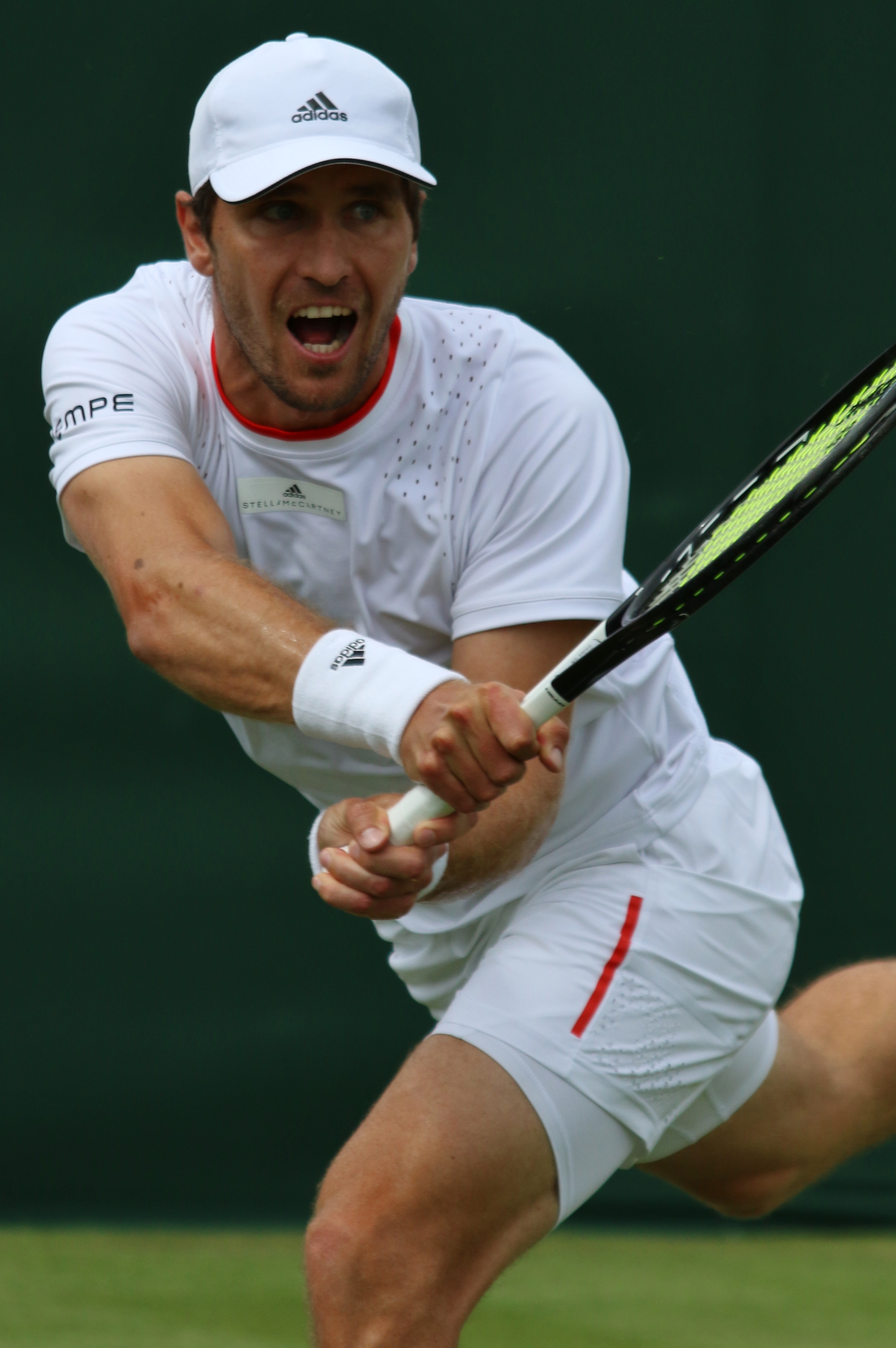
Miša Zverev

- Misha, pseudonimo di Michaela Paľová, cantante slovacca
- Misha Auer, attore russo naturalizzato statunitense
- Misha Collins, attore statunitense
- Misha Cross, attrice pornografica e regista polacca
- Misha Defonseca, scrittrice belga
- Misha Glenny, giornalista e scrittore britannico
- Misha Tsirkunov, artista marziale canadese
- Miša Zverev, tennista tedesco

### Variante Mihailo

Mihailo Obrenović III di Serbia

- Mihailo Obrenović III di Serbia, Principe di Serbia
- Mihailo Jovičić, cestista serbo
- Mihailo Mušikić, cestista serbo
- Mihailo Pavićević, cestista e allenatore di pallacanestro montenegrino
- Mihailo Petrović, calciatore jugoslavo
- Mihailo Ristić, calciatore serbo

### Altre varianti
- Mickey Rourke, attore, sceneggiatore e pugile statunitense
- Maicol Verzotto, tuffatore italiano
- Maicol Berretti, calciatore sammarinese

## Il nome nelle arti
- Michael "Mick" Brisgau è il protagonista della serie televisiva Last Cop.
- Mikael Blomkvist è il protagonista della saga Millennium.
- Mike Ehrmantraut è un personaggio della serie televisiva Breaking Bad e del suo spin-off Better Call Saul.
- Michele Strogoff (titolo originale Michel Strogoff) è il titolo di un romanzo di Jules Verne scritto nel 1876, ed adattato numerose volte per il cinema.
- Caro Michele è il titolo di un romanzo di Natalia Ginzburg dal quale è stato tratto l'omonimo film di Mario Monicelli.
- Michelino è il nome di uno dei figli di Marcovaldo nel romanzo Marcovaldo ovvero Le stagioni in città di Italo Calvino.
- Michael Furey è uno dei personaggi principali del racconto The Dead, della raccolta Gente di Dublino (Dubliners) di James Joyce.
- Michele Apicella è un personaggio ideato da Nanni Moretti e più volte interpretato dall'attore-regista nei suoi filmati.
- Michele Ardengo è il protagonista del romanzo Gli indifferenti di Alberto Moravia.
- Michele Banti è un personaggio della serie televisiva Il maresciallo Rocca.
- Michel Desjardins è un personaggio dei romanzi della serie The Kane Chronicles, scritta da Rick Riordan.
- Michele Murri è il protagonista della commedia Ditegli sempre di sì di Eduardo De Filippo.
- Michele Nicosia "Ferribbotte" è un personaggio dei film I soliti ignoti (1958, regia di Mario Monicelli), Audace colpo dei soliti ignoti (1959, regia di Nanni Loy) e I soliti ignoti vent'anni dopo (1985, regia di Amanzio Todini).
- Michael Corleone è uno dei personaggi principali del romanzo del 1969 Il padrino di Mario Puzo e della trilogia cinematografica tratta da esso.
- Mickey Goldmill è un personaggio della serie cinematografica di Rocky.
- Michele Abbagnano è il protagonista del film del 1980 Café Express, diretto da Nanni Loy.
- Michele Rocca è un personaggio della commedia Ciascuno a suo modo di Luigi Pirandello.
- Michele Saviani è un personaggio della soap opera Un posto al sole.
- Michele Tramola è un personaggio della serie televisiva Fuoriclasse.
- Michele Ventoni è un personaggio della serie televisiva Tutti pazzi per amore.
- Michele è il vero nome di uno dei più popolari personaggi dei fumetti al mondo: Topolino, in inglese Mickey Mouse, simbolo della Disney; ma anche il celebre Mike Wazowski da Monsters & Co. e Micheal Banks da Mary Poppins. È anche il nome di Michael Darling da Le avventure di Peter Pan e di Miguel Rivera di Coco.
- Michael è il nome italiano di Seiji Komatsu, personaggio della serie anime e manga Capricciosa Orange Road.
- Miguelito è un personaggio dei fumetti e cartoni animati di Mafalda, disegnati da Quino.
- Miguel era il protagonista di uno spot a cartoni animati di Carosello Rai che reclamizzava una marca di prodotti dolciari.
- Miguel Caballero Rojo é un personaggio della saga di videogiochi Tekken.
- Michele Bonocore è un personaggio del film La banda degli onesti.
- Maicol è il titolo di un film di Mario Brenta.
- Mike è un personaggio di A tutto reality.
- Mike è il padre adottivo di Bloom in Winx Club.

## Curiosità
- Si dice di una persona con poca voglia di lavorare, un fannullone, che "fa la vita di Michelaccio". L'espressione è popolare e viene citata spesso nel detto "fare il mestiere del Michelaccio: mangiare, bere e andare a spasso" (nel dialetto bergamasco ad esempio suona fa ol campá dal Michelass: maià, bif e 'ndà a spass). Il detto deriverebbe dal catalano miquelet o dal corrispondente spagnolo micalete, che indicava i vagabondi e i banditi dei Pirenei e anticamente i montanari che guidavano i pellegrini diretti a San Michele, santuario al confine tra Catalogna e Aragona. Il termine "micheletti", sempre con la stessa origine, era anche stato usato, soprattutto nell'Alta Italia e nel Regno di Napoli, per designare i soldati spagnoli durante il XVI e XVII secolo.